# Linx

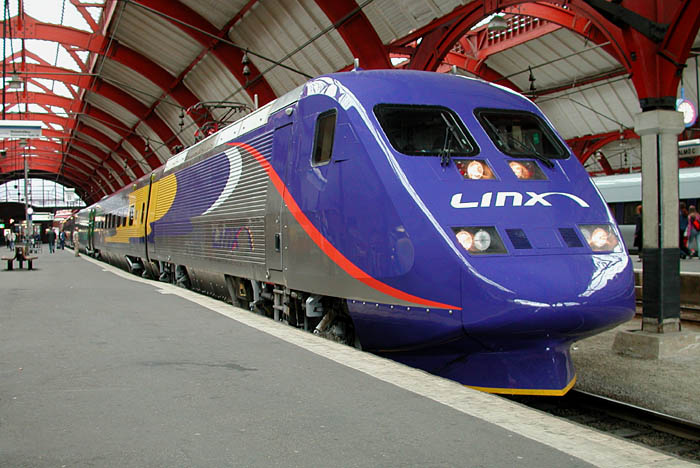
Linxtåg på Malmö C.

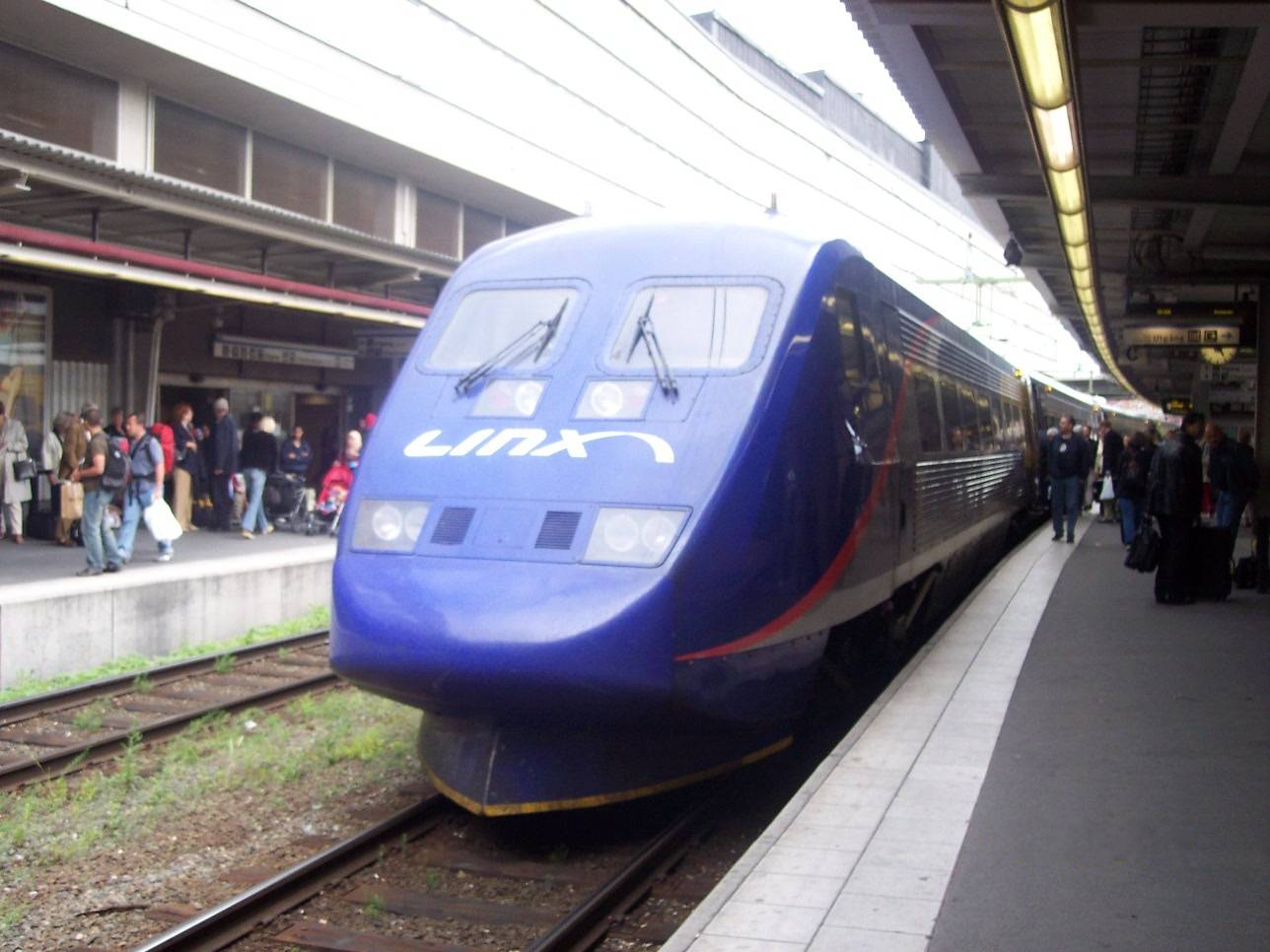
Linxtåg på Stockholm C.

Linx var ett samägt bolag mellan statliga svenska SJ AB och norska NSB under åren 2000-2004.

## Historia
Linx körde den gränsöverskridande tågtrafiken i den skandinaviska huvudstadstriangeln med undantag av Stockholm–Köpenhamn. Huvudkontoret låg i Göteborg. Linxnätet omfattade sträckorna Stockholm–Karlstad–Oslo och Oslo–Göteborg–Malmö–Köpenhamn.
Linx grundades eftersom man av delvis politiska skäl ville lyfta ut de internationella trafiken ur SJ och NSB. Enligt en politisk princip ska tåg finnas till olika delar av Sverige, och subventionerat om det behövs. Motsvarande för Norge. Däremot bör folk betala sina utlandsresor själva ansågs det, så de skulle inte subventioneras, i alla fall inte via SJ.
Under de första åren körde Linx en brokig samling av tåg med lokdrivna InterCity-tåg, vanliga X2-tåg (samma modell som i SJ:s koncept X 2000) samt även nattåget mellan Malmö och Oslo. Efter hand lades nattåget ner, och så småningom körde man en enhetlig flotta bestående enbart av helrenoverade X2-tåg under det egna varumärket Linx. Linxtåg användes även i trafiken Oslo–Trollhättan–Göteborg under 2004, med en restid på 3 timmar och 35 minuter.

## Högre komfort

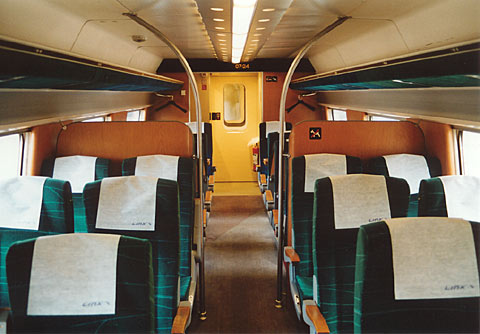
Interiör i andra klass på ett Linxtåg.

Restiderna låg i allmänhet över tre timmar mellan de stora städerna, och tågen fick därför en högre komfortnivå än dåvarande X 2000. Linxtågen gjorde sig därför kända för sin ljusa, öppna och skandinaviska inredning. Man hade också delvis en annan klassindelning än SJ AB:s X2000-koncept med Linx Standard och Linx Business. I Linx Standard-klassen ingick ingen mat. Däremot kunde resenärerna köpa förtäring i restaurangvagnen, som gick under namnet Linx Deli. Den var mer välsorterad än bistron i X2000.
Linx Business-klassen motsvarade ungefär första klass på X2000, med vissa undantag. Stolarna var desamma som i Linx Standard. Däremot var de snedställda så att två stolar åkte med/mot färdriktningen, och en ensam stol var vänd åt motsatt håll. Emellan varje grupp om tre stolar fanns det en garderob. På andra sidan mittgången fanns det en ensam stolsrad. Speciellt med stolarna var att när de lutades bakåt, så lyftes låren upp. Golvet i Linx Business var gjort av brandsäker parkett. Sittgrupperna delades in med skiljeväggar i träslaget poppel.
En annan viktig skillnad mot dåtidens förstaklassbiljetter på X2000 var att det alltid ingick en trerätters måltid i Linx Business. Däremot ingick inte alkoholhaltiga drycker. Annan service som fanns för resenärerna i Linx Business var fria dagstidningar, hörlurar för musik samt ombokningsbara biljetter utan restriktioner. Alla platser i affärsklass var utrustade med eluttag för datorer och hela tågsätten hade antennförstärkare för mobiltelefoni. Linx var först i världen med att erbjuda trådlöst nätverk på alla tåg.
I Linx standard fanns inte parkettgolv, men samma skiljeväggar i poppel gav en intimare känsla av kupé, trots att vagnarna hade en helt vanlig salongsindelning. 
En enkel resa i Linx Business kostade 1 462 kronor mellan Stockholm och Oslo, och 1 251 kronor för resa mellan Göteborg och Köpenhamn.

## Restider med Linxtåg
| Destination        | Restid              |
| ------------------ | ------------------- |
| Stockholm–Karlstad | 2 timmar 16 minuter |
| Karlstad–Oslo      | 2 timmar 19 minuter |
| Stockholm–Oslo     | 4 timmar 45 minuter |
| Göteborg–Malmö     | 2 timmar 45 minuter |
| Göteborg–Oslo      | 3 timmar 35 minuter |

## Nedläggning
På grund av dålig lönsamhet lades Linx ned vid årsskiftet 2004/2005. Det finns direktiv för SJ att inte köra trafik som är kroniskt olönsam: SJ ska drivas i vinstsyfte. Olönsam trafik kan dock ges bidrag, men det finns inte längre några bidrag från skattepengar till utrikestrafik. Sträckorna Stockholm–Karlstad och Göteborg–Malmö upptogs då av SJ, som också körde helgtrafik mellan Karlstad och Oslo. Resande mellan Stockholm/Karlstad och Oslo fick ta andra färdmedel, buss eller flyg. Tågen hade ändå svårt att konkurrera med buss/flyg till Oslo. NSB tog över trafiken mellan Göteborg och Oslo (formellt endast Göteborg–Halden, kombinerat med vanligt regionaltåg Halden–Oslo med samma fordon). Öresundstågen kör Göteborg–Helsingborg–Malmö–Köpenhamn.
Linxtågen återgick till X2000-nätet, som då fick två nya linjer, Stockholm-Vänersborg-Uddevalla och Göteborg-Örebro-Västerås. Tågen fick samma grå färg utvändigt som övriga X2000-tåg, men den säregna inredningen med blå, gröna och gula stolar fanns kvar några år, innan Linxtågen renoverades  och återställdes till X2000-standard.
Senare har sträckan Stockholm–Oslo åter fått dagliga förbindelser, denna gång med InterCitytåg, och resan tar drygt 6 timmar. Det har gått att få vissa bidrag av skattepengar både till denna trafik och till NSB:s Göteborg–Oslo-trafik genom att delsträckor körs som regionala inrikeståg. Det innebär många stopp på båda tågsträckorna. Göteborg–Oslo-trafiken har körts med bekväma korglutande tåg av typ 73, medan SJ kört Stockholm–Oslo med äldre lok och vagnar. År 2015 började X2000 trafikera sträckan mellan Stockholm och Oslo.